# 묘덴역
묘덴역(일본어: 妙典駅, みょうでんえき)은 지바현 이치카와시에 있는 철도역이다.

## 타는 곳

### 도자이 선
섬식 승강장 2면 4선의 고가역인 형태로 되어 있다.
| 1 | ○ 도자이 선 | 니시후나바시・츠다누마・도요 가쓰타다이 방면          |
| 2 | ○ 도자이 선 | 우라야스・오테마치・다카다노바바・나카노・미타카 방면 |

## 역세권 정보
- 도쿄 지하철 교토쿠 검차장
- 에도가와 강

## 역사
- 1969년 3월 29일 - 시모묘덴 신호장 설치.
- 2000년 1월 22일 - 묘덴 역 영업 개시.

## 인접역
| 도쿄 메트로 5호선      | 도쿄 메트로 5호선 | 도쿄 메트로 5호선                  |
| ---------------------- | ----------------- | ---------------------------------- |
| T20 교토쿠 나카노 방면 | 도자이 선         | T22 바라키나카야마 니시후나바시 역 |